# Biblioteca delle Oblate
La biblioteca delle Oblate è una biblioteca pubblica nel centro storico di Firenze a pochi passi da piazza Duomo, ospitata nel trecentesco complesso delle Oblate dal quale trae la sua denominazione.

## Storia
La Biblioteca nacque nel 1913, con l'approvazione del regolamento per il servizio della biblioteca e dell'archivio storico del comune di Firenze e venne collocata all'interno di Palazzo Vecchio. Vi confluirono libri vecchi e nuovi raccolti negli uffici comunali o provenienti da lasciti e donazioni.
Fu trasferita nel 1953 nel Complesso delle Oblate, e denominata biblioteca comunale centrale di Firenze. La sua raccolta si è col tempo specializzata verso opere di interesse storico culturale con l'obbiettivo di documentare nel modo più completo ed esaustivo possibile la storia culturale, politica e amministrativa di Firenze e della Toscana.
Il 25 maggio 2007, al termine dei lavori di ristrutturazione di parte dell'edificio, è stata inaugurata rinominandola biblioteca delle Oblate.
Nel marzo 2021 l'altana della biblioteca è stata intitolata a Marielle Franco.

## Descrizione

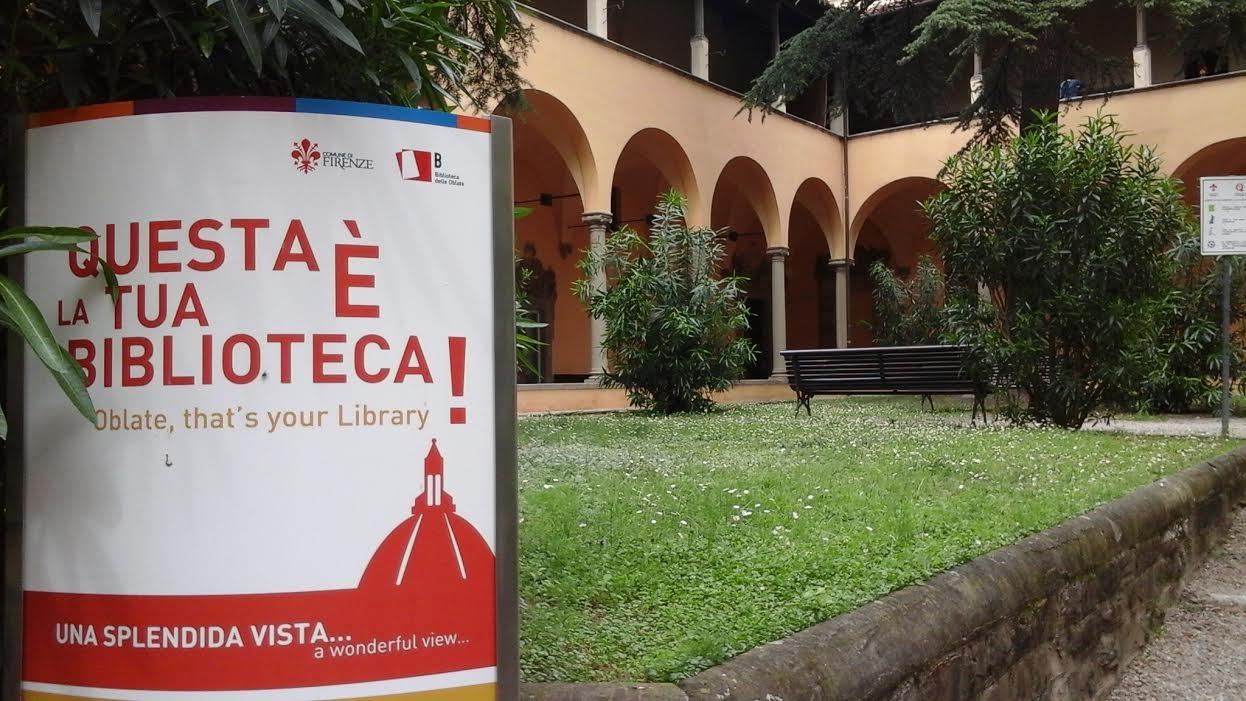
Ingresso della biblioteca

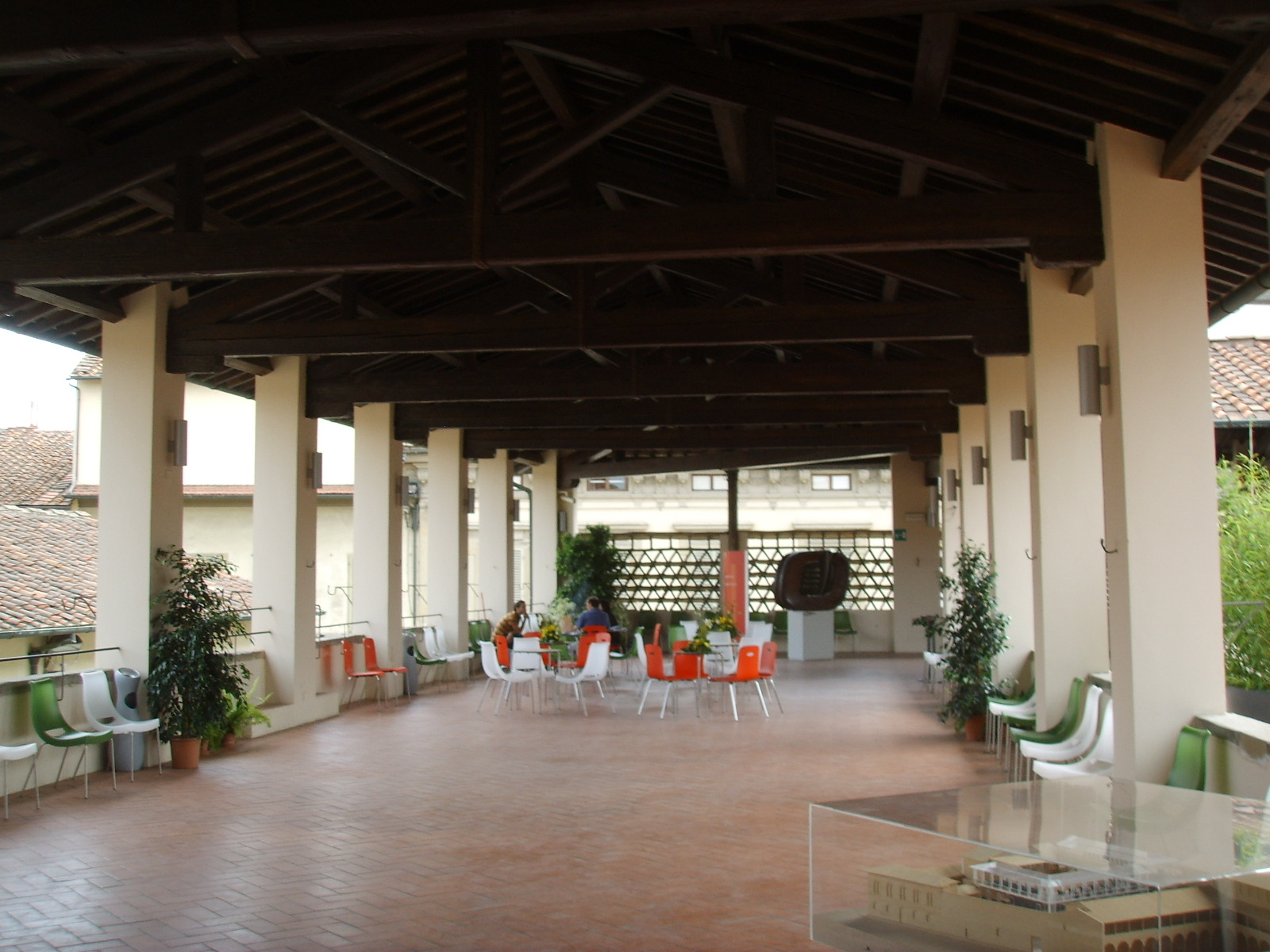
Altana intitolata a Marielle Franco.

La biblioteca si articola su tre piani.
Al piano terra sono situati:
- Accoglienza;
- Sala conferenze;
- Sezione Bambini e Ragazzi;
- Emeroteca;
- Sala di conservazione e storia locale.

Al primo piano si trova la sezione Contemporanea.
Al secondo piano si trova la sezione Contemporanea/Scienza e tecnica.

## Patrimonio
La collezione della Biblioteca comprende circa 100.000 volumi, dei quali 40.000 a scaffale aperto. Comprende anche la raccolta storica della biblioteca comunale centrale arricchita da importanti lasciti e donazioni.

### Fondi storici
I principali fondi sono i lasciti Boncinelli, Tordi  ed i documenti del fondo Istria Fiume e Dalmazia,

## Galleria d'immagini

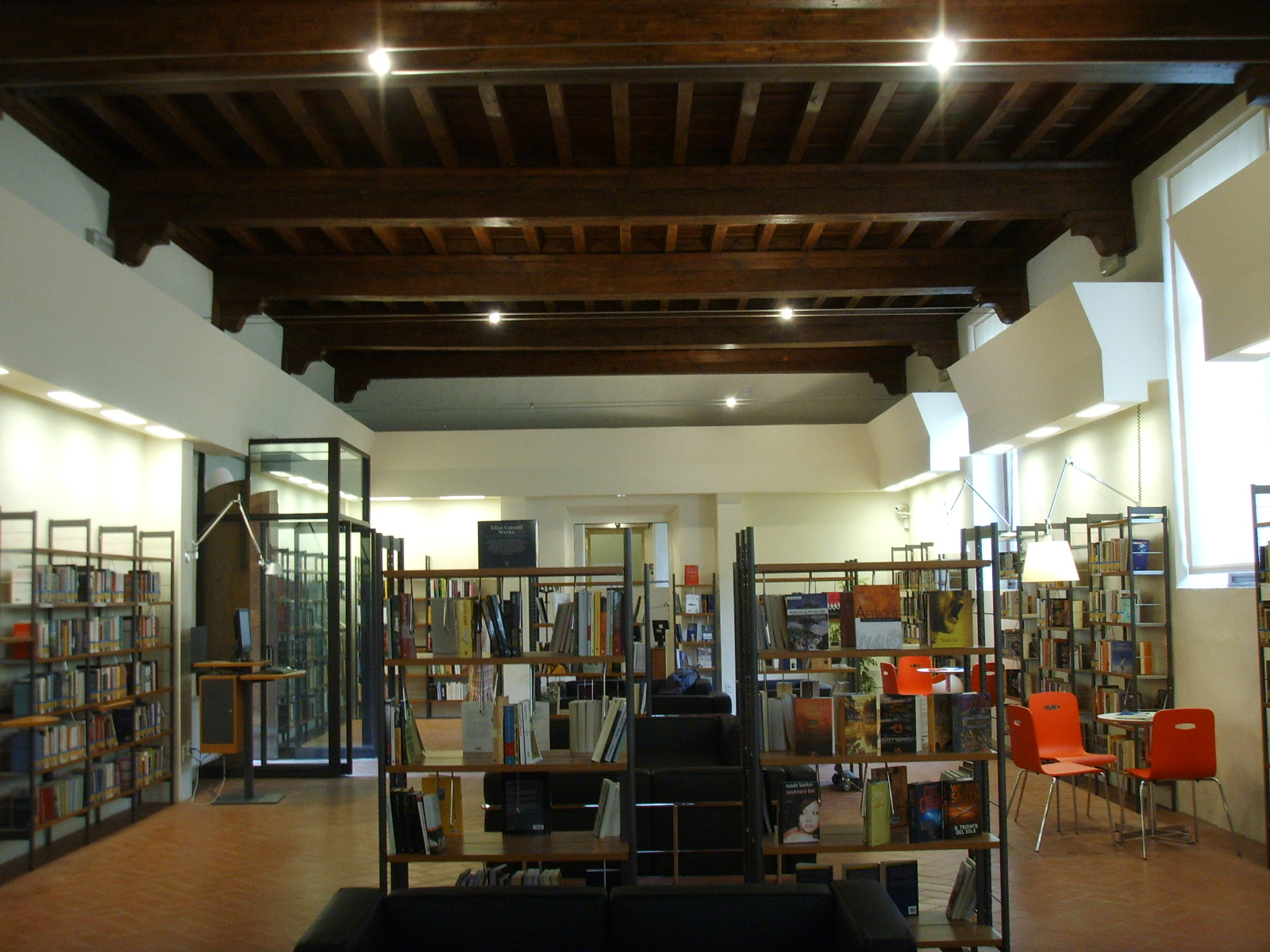
Sezione contemporanea
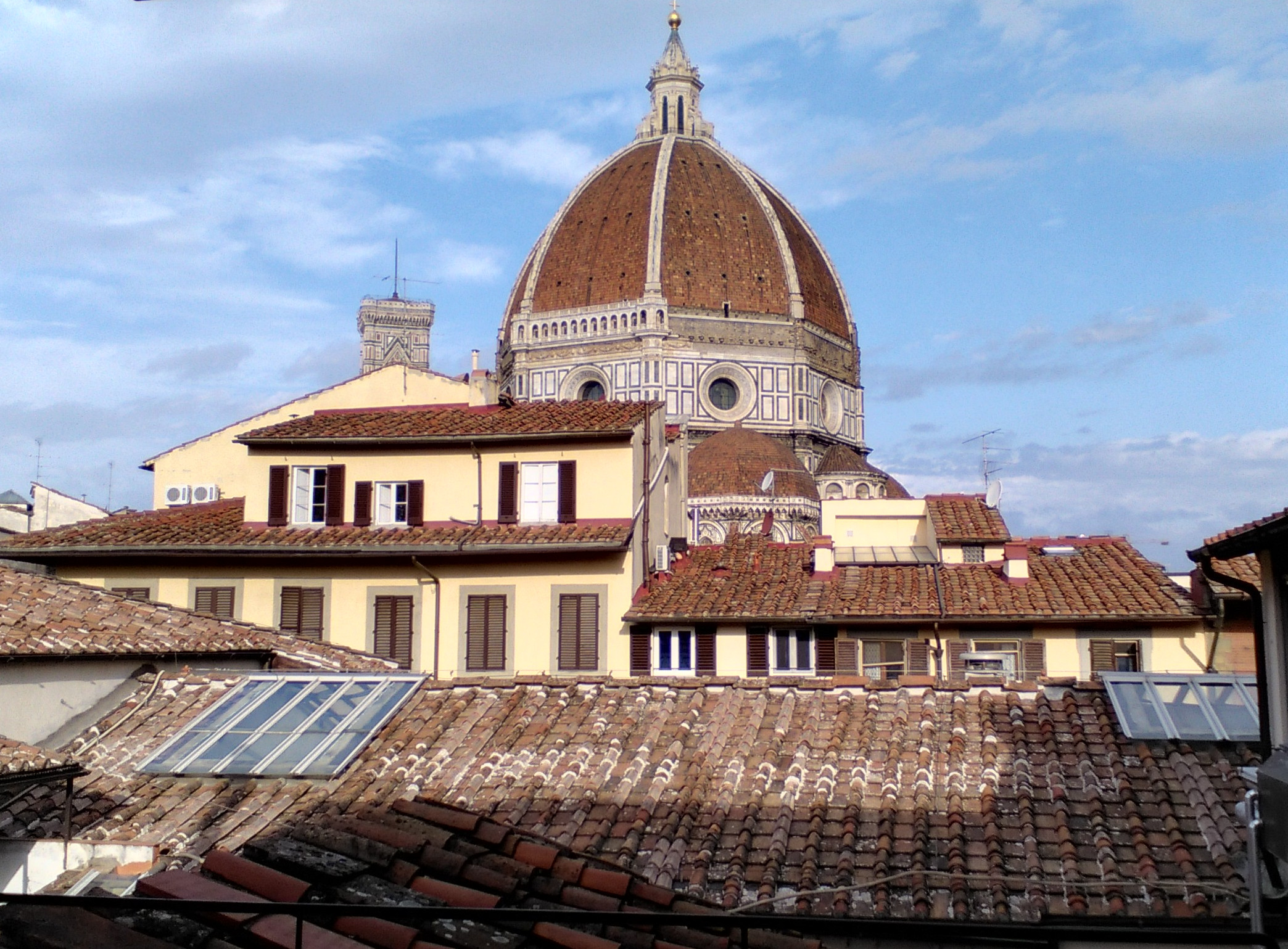
Cupola del Duomo vista dall'altana della Biblioteca
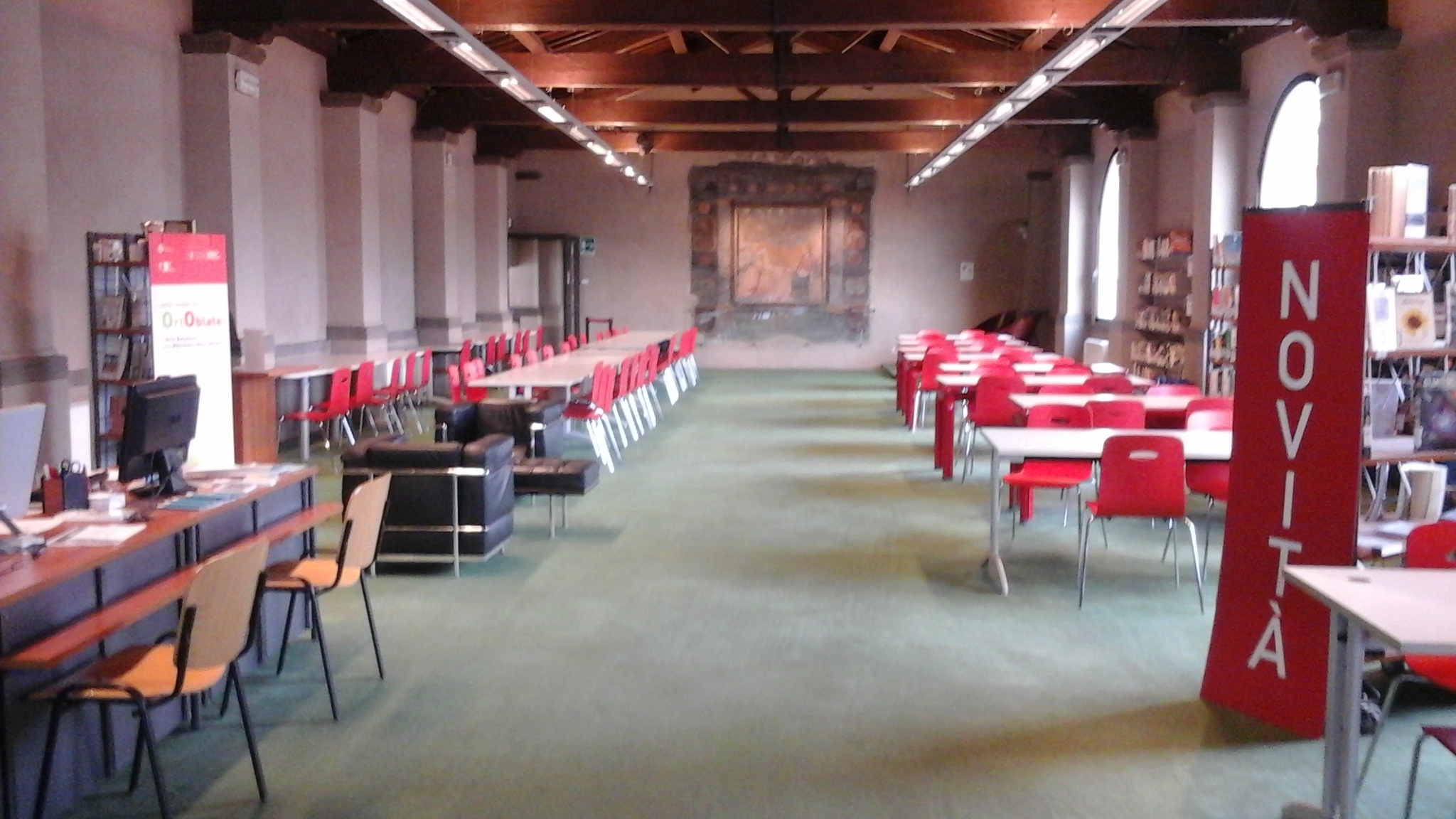
Sezione Scienza e tecnica
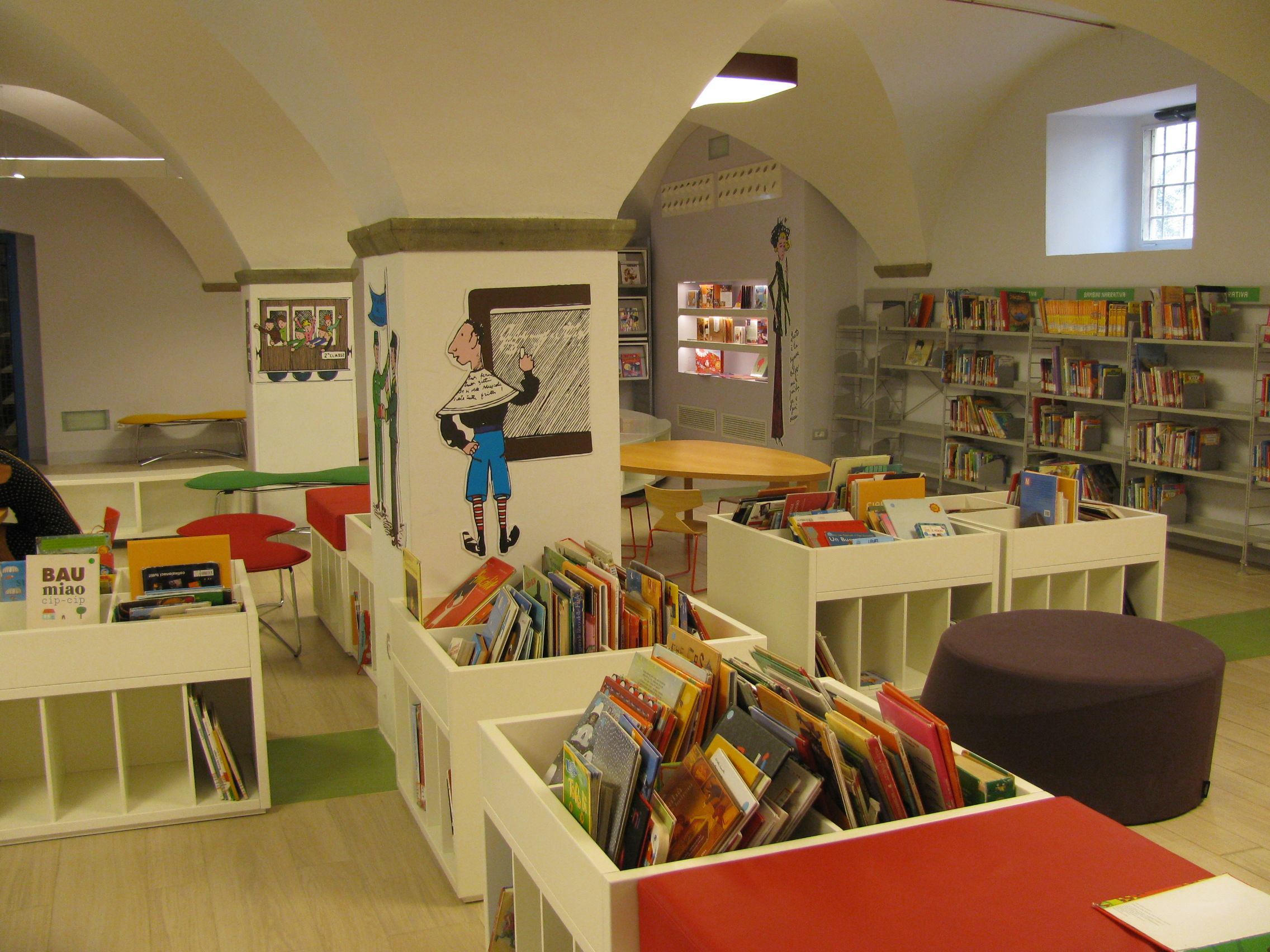
Sezione ragazzi